# Орлов, Валерий Яковлевич
Вале́рий Я́ковлевич Орло́в (род. 26 июля 1947) — российский дипломат. Чрезвычайный и полномочный посол (2011).

## Биография
Окончил Московский государственный институт международных отношений (МГИМО) МИД СССР (1971). Кандидат исторических наук. 
На дипломатической работе с 1973 года.
- В 1990—1991 годах — генеральный консул СССР в Братиславе, Чехословакия.
- В 1991—1997 годах — советник-посланник Посольства СССР, России в Чехии.
- С июля 1997 по февраль 2002 года — заместитель директора Департамента по связям с субъектами Федерации, парламентом и общественно-политическими организациями МИД России.
- С 4 апреля 2002 по 26 июля 2006 года — чрезвычайный и полномочный посол Российской Федерации в Гане[1][2].
- В 15 апреля 2002 по 26 июля 2006 года — чрезвычайный и полномочный посол Российской Федерации в Либерии по совместительству[3][2].
- В 2006—2009 годах — заместитель директора Департамента по связям с субъектами Федерации, парламентом и общественными объединениями МИД России.
- С 20 января 2009 по 27 ноября 2015 года — чрезвычайный и полномочный посол Российской Федерации в Джибути[4][5].
- С 25 июля 2013 по 27 ноября 2015 года — чрезвычайный и полномочный посол Российской Федерации в Сомали по совместительству[6][5].

## Семья
Женат, имеет двух взрослых детей.

## Дипломатический ранг
- Чрезвычайный и полномочный посланник 2 класса (17 сентября 1990)[7]
- Чрезвычайный и полномочный посланник 1 класса (23 января 2004)[8]
- Чрезвычайный и полномочный посол (4 ноября 2011)[9]